# Fanadventure
Als Fanadventure werden im engeren Sinne Adventure-Computerspiele bezeichnet, die von Fans eines bekannten Franchise außerhalb eines kommerziellen Umfelds entwickelt und nicht kommerziell vermarktet werden. Andere Interpretationen beziehen Spiele ein, die Elemente eines Franchise nutzen und in einen neuen Kontext setzen. Im weitesten Sinne sind Fanadventures Adventure-Spiele, die von Fans des Genres entwickelt werden, auch ohne dabei ein Franchise aufzugreifen.

## Typische Eigenschaften
Fanadventures sind in der Regel Freeware, das heißt, sie werden unentgeltlich verbreitet. Bei japanischen Adventures ist es für Fanadventures nicht ungewöhnlich, unter anderem auf Messen wie der Comiket, verkauft zu werden. Dabei finden einige einen beachtlichen Absatz, wie zum Beispiel Tsukihime, das mehr als 100.000-mal verkauft wurde, oder die Reihe Higurashi no Naku Koro ni, die sich mehr als 500.000-mal verkaufte. Beide Fanadventures, die auf keiner Vorlage beruhen, wurden zusätzlich auch noch verfilmt, letzteres auch als Realfilm und zusätzlich noch als regulär veröffentlichtes Spiel für die PlayStation 2. Manche Titel sind außerdem Open-Source-Projekte. Meistens handelt es sich bei Fanadventures um 2D-Grafikadventures oder Textadventures. Die Qualität der verschiedenen Spiele divergiert dabei zum Teil stark. Selten bieten Projekte professionelle Sprachausgabe, wie sie in Vollpreistiteln üblich ist.
Die Vorlagen stammen teils aus Filmen, Serien und Büchern. Bei vielen Fanadventure-Projekten werden Charaktere und Spielwelt von bekannten Adventure-Titeln und -Reihen wie Indiana Jones, Zak McKracken and the Alien Mindbenders, Monkey Island oder Baphomets Fluch übernommen und ein Spiel mit einer neuen Handlung erstellt, jedoch werden oft auch Neuauflagen alter Klassiker mit verbesserter Grafik und Musik entwickelt. In diesen Fällen handelt es sich bei den Fanadventures um Fangames aus dem Adventure-Genre. So erschien zum Beispiel im Jahr 2010 das Fanadventure The Silver Lining, das als neunter Teil der in den 1990er-Jahren erfolgreichen Adventure-Reihe King’s Quest entwickelt worden war; vorausgegangen war ein jahrelang währender Streit mit dem Rechteinhaber Activision. Meist geschieht die Entwicklung von Fanadventures ohne Einverständnis der Urheberrechtsinhaber der Vorlage und die Veröffentlichung mehrerer Fan-Fortsetzungen oder Neuauflagen wurde schon von diesen untersagt.

## Motivation
Seit der Blütezeit des Adventure-Genres in den 1990er Jahren ist in Europa und Nordamerika der kommerzielle Markt für Adventures, insbesondere für 2D-Adventures, zu Gunsten von 3D-Actionspielen und Action-Adventures stark zurückgegangen. Es ist zwar in letzter Zeit ein Aufschwung im Adventure-Genre zu verzeichnen, trotzdem wagen es nur sehr wenige Publisher heutzutage, ein waschechtes 2D-Adventure auf den Markt zu bringen. Ursachen dafür sind unter anderem vergleichsweise hohe Produktionskosten, die als veraltet wahrgenommene Technik, die viele Computerspieler abschrecken kann, und ein damit verbundenes großes Risiko, ausreichend hohe Verkaufszahlen zu erzielen.
Die Programmierer von Fanadventures wollen mit ihrer Arbeit einen Beitrag zur Wiederbelebung des Adventure-Genres leisten.

## Programmierung
Eher selten werden Fanadventures in Programmiersprachen wie Turbo Pascal, Delphi, BASIC oder C/C++ geschrieben, der Großteil wird mit dedizierten Adventure-Engines entwickelt. Diese sind speziell für die Gestaltung von Grafikadventures entwickelt worden und bieten zum Teil vorgefertigte Programmmodule, die für typische Adventures benötigt werden. Es gibt eine ganze Palette solcher Entwicklungswerkzeuge, die sich in ihrer Flexibilität, Entwicklungsumgebung, Bedienung und Lizenzbedingungen unterscheiden. Häufig eingesetzte Engines, die auch für kommerzielle Projekte genutzt werden, sind unter anderem Adventure Game Studio, Visionaire Studio und Wintermute.